# Oppenheim-Reflex
Beim Oppenheim-Reflex (nach Hermann Oppenheim) handelt es sich um eines der Pyramidenbahnzeichen, die auf eine Schädigung zentraler Motorneurone hindeuten. Bei kräftigem Herabstreichen an der Schienbeinvorderkante mit Daumen und Zeigefinger kommt es wie bei den anderen Pyramidenbahnzeichen auch zu einer tonischen Dorsalextension der Großzehe sowie häufig zu einer Spreizung der Zehen II bis V.
Weitere Pyramidenbahnzeichen sind die Reflexe nach Joseph Babinski (Babinski-Reflex), Gordon (Gordon-Reflex), Chaddock (Chaddock-Reflex) und Adolf von Strümpell (Strümpell-Zeichen), die gelegentlich auch als Reflexe der Babinski-Gruppe bezeichnet werden.
Diese Reflexe sind beim Neugeborenen und Säugling physiologisch, beim Erwachsenen obligat pathologisch (krankhaft).

## Originalpublikationen
- Hermann Oppenheim: Zur Pathologie der Hautreflexe an den unteren Extremitäten. Kurze vorläufige Mitteilung. In: Monatsschrift für Psychiatrie und Neurologie. Bd. 12, 1902, H. 5, S. 421–423, doi:10.1159/000220797.
- Hermann Oppenheim: Zur Pathologie der Hautreflexe an den unteren Extremitäten. In: Monatsschrift für Psychiatrie und Neurologie. Bd. 12, 1902, H. 6, S. 518–532, doi:10.1159/000220807.